# Alain Blažević
Alain Blažević (Wiesbaden, 1970.) je hrvatski filmski i televizijski glumac.

## Životopis

### Karijera
Iako porijeklom Stobrečanin, najranije djetinjstvo provodi u Splitu. Kao petogodišnjak vraća se s roditeljima u Njemačku. Nakon završetka gimnazije počeo je studirati pravo u Münchenu kojeg je ubrzo napustio i otišao za Ameriku.
Diplomirao je režiju na UCLA, te glumu na prestižnom The Lee Strasberg Theatre and Film Institute u Los Angelesu. Pohađao je i ugledni postdiplomski studij Neighborhood Playhouse, "method acting" u glumačkoj školi Sanford Meisnera u New Yorku. Kako bi platio studij, bavio se raznim poslovima kao što su manekenstvo, ličilac stanova, barmen, prodavač biljnih proizvoda za poboljšavanje vida itd. Zbog svoje sklonosti ka pisanju, dugi niz godina radio je i kao tzv. ghost writer ili pisac iz sjene za filmska studia u Hollywoodu. 
Osim pisanja i pripravaka tuđih scenarija, napisao je ukupno svojih šest, od kojih su dva prodana u Americi.
A 2005. je dobio nagradu Njemačke države za najbolji scenarij godine. Taj scenarij još čeka da oživi u film.
Nakon 12 godina izbivanja, 2006. godine vratio se u Hrvatsku. Godine 2008. utjelovio je lik negativca Davida Hermana u RTL-ovoj sapunici "Zabranjena ljubav". Nakon par gostujućih uloga ponuđena mu je uloga doktora Roberta Schmita u HRT-ovoj telenoveli "Sve će biti dobro".
Svo vrijeme paralelno radi i na inozemnom tržištu. Najčešće glumi u Njemačkim serijama, filmovima i reklamama. Pojavljuje se i na Ruskom tržištu.
2012. glumi u video spotu najveće pop zvijezde bivšeg sovjetskog saveza Iryna Bilyk. Iste godine video biva nagrađen za video spot godine u Rusiji. Dvije godine kasnije dobiva glavnu ulogu u najgledanijem Rusko-Ukrajinskom serijalu filmova The Sniffer (original naziv: Nyukhach) gdje utjelovljuje američkog CIA agenta.
Snimio je preko 80 reklama diljem svijeta, ali najistaknutija je ona za Old Spice, Irresistible (Wolfthorn) iz 2013. koja je predstavljanje imala u finalu Super Bowla.
2014. odlazi živjeti u Pariz, a 2015. dobiva priliku glumiti u filmu American Renegades produkcije Luca Bessona.
2020. utjelovljuje Ruskog mafijasa Mitoscha u internacionalnoj ZF seriji Spides koja se emitira u više od 160 zemalja.
2021. glumi u Netflixovoj seriji Tribes of Europe.

## Nagrade
2021. Nagrada za najpopularnijeg hrvatskog glumca u inozemstvu "Večernjakova domovnica".

## Filmografija

### Televizijske uloge
- FBI: International kao Lorik Abazi (2022.)
- Plemena Europe kao Crimson (2021.
- Spides kao Mitosch (2020.)
- Kud puklo da puklo kao Zoran Cabo (2016.)
- The Sniffer kao Phil Crosby (2015.)
- SOKO 5113 – SCHEISS SCHIR kao Goran Baric (2013.)
- Unterwegs Mit Elsa kao Milan Baric (2012.)
- Die Stein kao Siegfried Helmers (2011.)
- Larin izbor kao policajac Johnson (2011.)
- Tatort kao Walter Petri (2011.)
- Sve će biti dobro kao Dr. Robert Schmit (2008. – 2009.)
- Zakon ljubavi kao Tomaž Zajc (2008.)
- Zabranjena ljubav kao David Herman (2008.)
- Ponos Ratkajevih kao njemački časnik (2008.)

### Filmske uloge
- Nurnberg kao Friedrich Paulus (2022.)
- Odmetnici kao Boris (2017.)
- Pun kontakt kao Colonel Hendrix (2014.)
- Happy! kao Mr. Happy (2011.)
- Max Schmeling kao Karel Lamac (2010.)
- Drakula kao Van Helsingov učenik (1992.)

## Vanjske poveznice
- Alain Blažević u internetskoj bazi filmova IMDb-u (engl.)
- Internetska stranica Alaina Blazevića  Arhivirana inačica izvorne stranice od 3. ožujka 2014. (Wayback Machine)
- PR / MENAGEMENT